# Режицко-Двинская операция
Режицко-Двинская операция — фронтовая наступательная операция войск 2-го Прибалтийского фронта во время Великой Отечественной войне, проведённая 10 — 27 июля 1944 года.

## План операции и силы сторон
План операции был подготовлен и направлен в Генеральный штаб штабом 2-го Прибалтийского фронта (командующий генерал-полковник А. И. Ерёменко) 26 июня 1944 года. Утверждён Ставкой Верховного Главнокомандования СССР 2 июля.
Замыслом операции предусматривалось разгромить опочкинско-идрицко-себежскую группировку немецких войск, обеспечить с севера фланги наступления войск 1-го Прибалтийского фронта в ходе Белорусской стратегической наступательной операции, совместно с 3-м Прибалтийским фронтом создать условия для разгрома немецких войск в Прибалтике. Был запланирован прорыв обороны противника двумя ударными группировками: с севера (силами 3-й ударной и 10-й гвардейской армий) и с юга (силами 4-й ударной и 22-й армий) по сходящимся в районе Резекне (Режица) направлениям. Для обеспечения быстрого продвижения в глубине обороны противника был создан резерв фронта (5-й танковый корпус и фронтовая подвижная группа). Были созданы свои подвижные группы и в каждой армии. Общая численность войск фронта составляла 391 200 человек. С воздуха наступление поддерживала 15-я воздушная армия (546 самолётов). Начало операции было запланировано на 12 июля.
Противостоящие части 16-й немецкой армии (командующий генерал пехоты Пауль Лаукс) группы армий «Север» (командующий генерал-полковник Йоханнес Фриснер, с 23 июля — генерал-полковник Фердинанд Шёрнер) занимали оборону в полосе будущего наступления в течение семи месяцев и за это время создали многоэшелонированную оборону. Главный оборонительный рубеж имел название «Пантера», затем располагался второй оборонительный рубеж «Рейер» по линии: Опочка — Себеж — Освея. Далее следовал промежуточный оборонительный рубеж «Блау» по рекам Синяя и Шкяуне, а далее по границе Калининской области до реки Западная Двина. Тыловой рубеж обороны «Грюн» был оборудован по западному берегу рек Лжа, Рунданам, Дагде и Краславе. Все рубежи обороны имели железобетонные сооружения и многочисленные инженерно-минные заграждения. К началу июля 1944 года численность противника по данным советской разведки исчислялась в 100 тысяч человек, к началу операции в связи со спешной отправкой в Белоруссию трёх дивизий их число сократилось до 72 тысяч человек, 1229 орудий и миномётов, 80 танков, 223 самолёта.
Положительной стороной была хорошая организация разведки в полосе будущего наступления: только в июне 1944 года было проведено 1142 разведмероприятия (в том числе 16 разведок боем), захвачено до 2000 пленных и до 1000 документов. Во многом благодаря именно разведке было обеспечено успешное начало наступления.
В последние предшествующие наступлению дни советская разведка вскрыла начало отвода противником своих частей с передовой на тыловой оборонительный рубеж (скорее всего, немецкому командованию удалось установить подготовку к наступлению). В связи этим командующий фронтом решил начать операцию раньше установленного срока и не утром, как обычно начинались операции в ходе Великой Отечественной войны, а вечером 10 июля. Решение было весьма рискованным (особенно в плане ответственности командующего в случае неудачи), тем более, что Ерёменко принял и осуществил его самостоятельно, без согласования с Верховным Главнокомандующим И. В. Сталиным и Генеральным штабом. Он обосновывал своё решение тем, что нельзя упускать возможность изначально нанести противнику значительные потери.

## Первый этап операции
В 19 часов 10 июля 1944 года началась 30-минутная артиллерийская подготовка, после которой перешла в наступление северная ударная группировка фронта. Успех превзошёл все ожидания — наступление оказалось полнейшей неожиданностью для противника. Застигнутые в процессе передислокации немецкие части на передовой не смогли оказать сильного сопротивления, советские передовые батальоны с ходу взяли первую и вторую траншеи. Уже в 22 часа вечера в наметившийся прорыв были введены армейские и корпусные подвижные группы. В течение ночи и следующего дня передовой рубеж немецкой обороны был полностью прорван. Части двух немецких дивизий оказались разрезаны и утратили управление. 15-я воздушная армия оказывала мощную воздушную поддержку наступавшим частям.
Южная ударная группировка фронта начала наступательные действия в ночь на 11 июля силами передовых групп и не смогла добиться столь впечатляющего успеха, поскольку там противник ещё не приступил к отводу войск. Там он занимал оборону по рубежу реки Сарьянка, мощные оборонительные рубежи были построены применительно к большому количеству озёр, ручьев, болотистых участков. Тем не менее в полосе 22-й армии советские войска овладели к 2 часам ночи передовыми траншеями. Рассчитывая на невозможность устойчивой обороны врага в случае успеха северной ударной группировки, А. И. Ерёменко приказал в 4 часа утра вводить в бой главные силы армии. В ночь на 12 июля была форсирована река Дрисса в районе Волынцы, а 13 июля в бой была введена армейская подвижная группа, которая сломила сопротивление противника и начала развивать успех в направлении Освеи. Однако 14 июля немцы предприняли до десяти контратак с танками и авиацией. Отразив их, советские войска армии продвинулись за сутки на 12 километров. Создалась угроза для сил противника на втором оборонительном рубеже по рекам Нища и Дрисса. Всего за первые сутки операции войска продвинулись на 10-15 километров, а передовые группы — свыше 20 километров. Фактически в эти сутки была полностью прорвана фронтовая линия обороны врага. Было захвачено до 1500 пленных и уничтожено до 7000 солдат противника. Создались условия для стремительного наступления.
В сложившейся ситуации гитлеровское командование начало поспешно отводить части 389-й, 87-й, 24-й пехотных дивизий с рубежа рек Нища и Дрисса на северо-запад. С целью развития успеха на этом направлении А. И. Ерёменко решил ввести в образовавшийся прорыв фронтовой резерв — основные силы 5-го танкового корпуса. Ввод фронтового резерва позволил улучшить положение на этом направлении, были взяты важнейший опорный пункт вражеской обороны и аэродромный узел город Идрица (12 июля), Дрисса (12 июля), Пушкинские Горы (13 июля). Однако и немцы успели подтянуть сюда часть своих сил. С 14 июля развернулись ожесточённые кровопролитные встречные бои в районе города Опочка. Обе стороны отражали атаки врага и контратаковали сами. В ночь на 15 июля советские войска ворвались в город, а к 16 часам завершили его штурм. 17 июля был освобождён центр другого укреплённого района город Себеж.
В целом за неполные 10 суток, с 10 по 19 июля, советские войска прорвали три мощных оборонительных рубежа и продвинулись на запад от 90 до 110 километров. Шесть
пехотных полков и 11 отдельных батальонов противника потеряли свыше 50 % личного состава. Было взято в плен свыше 5000 человек, уничтожено более 30 тысяч солдат и офицеров противника. Завершилось освобождение Калининской области. 18 июля в полосе 22-й армии войска фронта вступили на территорию Латвийской ССР.

## Второй этап операции
С 19 июля начался второй этап операции. Характер боевых действий значительно изменился. Немецкое командование начало переброску в этот район своих войск, снятых из полосы 3-го Прибалтийского и Ленинградского фронтов. Ими были заняты два тыловых оборонительных рубежа, также активно использовался трудный характер местности: обилие лесов, болот, рек и озёр, малое количество дорог. Темпы наступления советских войск замедлились, но упорное наступление продолжалось. В этих боях хорошо проявил себя 130-й Латышский стрелковый корпус.
С 21 по 23 июля войска фронта вели бои на оборонительном рубеже по реке Лжа, который был прорван только 23 июля. В этот день были освобождены города Лудза, Краслава и Карсава. Северной группировке фронта удалось прорваться к внешнему обводу обороны крупного города Резекне (Режица), но бои за его овладение завершились взятием города только 27 июля. На южном фланге после освобождения Краславы было решено нанести глубокий охватывающий удар с севера на Даугавпилс (Двинск), его осуществил 5-й танковый корпус. В целом этот манёвр удался. Хотя на подступах к городу противник предпринял мощный контрудар и ему удалось задержать советское наступление, но в итоге в этих полевых боях оказались перемолоты основные силы врага. На рассвете 27 июля советские войска ворвались в Даугавпилс и всего за 3 часа полностью освободили город. В боях за освобождение Даугавпилса участвовала также 6-я гвардейская армия 1-го Прибалтийского фронта (командующий фронтом генерал армии И. Х. Баграмян), обошедшая город с юга. В уличных боях было уничтожено до 1500 солдат противника, захвачено 157 складов.
В официальной историографии дата освобождения Резекне и Даугавпилса — 27 июля — считается датой окончания Режицко-Двинской операции и со следующего дня, с 28 июля, войска фронта начали новую наступательную операцию — Мадонскую. Однако фактически, как утверждает в своих мемуарах Маршал Советского Союза А. И. Ерёменко, и затем непрерывно продолжались упорные бои — войска фронта выбивали немцев с южного берега Двины, продвинулись от 10 до 30 километров, ворвались 29 июля в город Ливаны (но смогли освободить только южную половину города) и вышли к новому мощному рубежу обороны. Для его прорыва требовалась оперативная пауза. Приказ о переходе к обороне был отдан только 31 июля. И только затем после короткой подготовки и перегруппировки в начале августа фронт начал Мадонскую операцию.

## Итоги операции
За 20 суток Режицко-Двинской операции советские войска продвинулись на запад на 190—200 километров, прорвали пять сильных оборонительных рубежей, освободили 5261 населённый пункт, в том числе 7 крупных и 16 малых городов. По донесению командующего фронтом, за это время было уничтожено до 60 000 солдат противника (вероятно, эта цифра преувеличена), взято в плен 6 604 солдат и офицеров. Было уничтожено 900 орудий и миномётов, 92 танка, захвачено 663 орудия и миномёта, 53 танка и самоходных орудия (все данные по немецким потерям — из книги А. И. Ерёменко). Для операций фронтового уровня это очень хороший успех.
Потери войск 2-го Прибалтийского фронта в ходе операции составили: 12 880 человек — безвозвратные и 45 115 человек — санитарные.
Был обеспечен северный фланг советского наступления в Белоруссии, скованы значительные силы врага и не допущена их переброска в Белоруссию. Более того, в полосу фронта были переброшены немецкие войска, противостоящие более северным фронтам, чем также облегчено выполнение их наступательных задач. Любопытен советский план истощения резервов врага: сначала перешли в наступление советские войска в Белоруссии и против них были переброшены немецкие войска из полосы 2-го Прибалтийского фронта. Когда воспользовавшись ослаблением обороны противника, этот фронт перешёл в наступление, немцы стали перебрасывать против него свои войска с 3-го Прибалтийского и Ленинградского фронтов (где советские войска затем начали Псковско-Островскую и Нарвскую операции). В результате войск противнику не хватило нигде: ослабленные части не смогли удержать даже мощные оборонительные рубежи, а раздёрганные и брошенные в бой на других фронтах по частям резервы вводились в бой разновременно и не смогли остановить советское наступление.
Командующему фронтом Ерёменко было присвоено звание Героя Советского Союза и воинское звание генерал армии, начальнику штаба фронта Л. М. Сандалову и некоторым командующим армиями — звание генерал-полковник. Несколько десятков бойцов были удостоены звания Героя Советского Союза, и несколько тысяч награждены орденами и медалями. Целый ряд воинских частей получили почётные наименования «Режицкие», «Двинские», «Краславские», а также гвардейские знамёна.